# Cantó de Sospèl
El cantó de Sospèl és un cantó francès del departament dels Alps Marítims, situat al districte de Niça. Compta amb tres municipis i el cap és Sospèl.

## Municipis
- Castilhon
- Molinet
- Sospèl

## Història
| Data d'elecció                           | Identitat          | Partit           | Qualitat |
| ---------------------------------------- | ------------------ | ---------------- | -------- |
| 1964-1970                                | M. Fossati         | Divers droite    |          |
| 1970-1994                                | Pierre Gianotti    | RI, després RPR  |          |
| 1994-                                    | Jean-Mario Lorenzi | RPR, després UMP |          |
| les dades anteriors no són pas conegudes |                    |                  |          |
|                                          |                    |                  |          |

| 1962 | 1968 | 1975 | 1982 | 1990 | 1999  | 2007  |
| ---- | ---- | ---- | ---- | ---- | ----- | ----- |
| -    | -    | -    | -    | -    | 3.990 | 4.063 |